# توماس بيترسون
توماس بيترسون (بالسويدية: Tomas Fåglum)‏ مواليد 15 مايو 1947 في السويد، هو دراج سويدي سابق. سبق أن شارك في دورة الألعاب الأولمبية الصيفية وفاز بميدالية أولمبية.

## سجل النتائج

### سباقات أو مراحل فاز بها
- بطولة العالم لسباق الدراجات على الطريق

## الميداليات
| الميدالية | المسابقة                       |
| --------- | ------------------------------ |
| فضية      | الألعاب الأولمبية الصيفية 1968 |

## روابط خارجية
- توماس بيترسون على موقع أرشيف الدراجات (الإنجليزية)
- توماس بيترسون على موقع إحصائيات الدراجات الإحترافية (الإنجليزية)
- توماس بيترسون على موقع CycleBase (الإنجليزية)
- توماس بيترسون على موقع أوليمبيديا (الإنجليزية)
- توماس بيترسون على موقع اللجنة الأولمبية السويدية (السويدية)